# Cui Xiaotong
Cui Xiaotong (21 de novembro de 1994) é uma remadora chinesa, campeã olímpica.

## Carreira
Xiaotong conquistou a medalha de ouro nos Jogos Olímpicos de Verão de 2020 em Tóquio com a equipe da China no skiff quádruplo feminino, ao lado de Chen Yunxia, Zhang Ling e Lü Yang, com o tempo de 6:05.13.